# Ann Dusenberry
Ann Dusenberry, née le 13 septembre 1958 à Tucson, est une actrice américaine.

## Biographie
En 1978 elle joue la reine de beauté Tina Wilcox dans Les Dents de la mer : 2e partie. Elle a joué Margot en 1986.

## Vie privée
Depuis 1975, elle est mariée au compositeur de musique de films, Brad Fiedel, ils ont deux enfants.

## Filmographie

### Cinéma
- White Line Fever (1975)
- The Possessed (1977)
- Goodbye, Franklin High (1978)
- 1978 : Les Dents de la mer, 2e partie (Jaws II) de Jeannot Szwarc
- Little Women (film) (1978)
- Heart Beat (1980)
- Cutter's Way (1981)
- Elvis and the Beauty Queen (1981)
- National Lampoon's Movie Madness (1982)
- Basic Training (1985)
- The Men's Club (1986)
- Play Nice (1992)

### Télévision
- Captains and the Kings (1976)
- McCloud (1976)
- L'homme qui valait trois milliards (The Six Million Dollar Man) (Série TV, 1976) (saison 4 épisode 12 : une employée
- Eight Is Enough (1977)
- Trapper John, M.D. (1979)
- Magnum, P.I. (1982)
- Simon & Simon (1983)
- The Family Tree (1983)
- Les enquêtes de Remington Steele (Saison 2 épisode 9 183,1984)
- Murder She Wrote (1985, 1986)
- Life with Lucy (1986)
- Designing Women (1989)
- Matlock: The Parents (1991)